# كونراد فريدريك باور
كونراد فريدريك باور (بالألمانية: Konrad Friedrich Bauer)‏ هو مصمم جرافيك ألماني، ولد في 9 ديسمبر 1903 في هامبورغ في ألمانيا، وتوفي في 17 مارس 1970 في Schönenberg, Baden-Württemberg ‏ في ألمانيا.